# 不知火諾右衛門
不知火 諾右衛門（しらぬい だくえもん（なぎえもん）、1801年（享和元年） - 1854年8月20日（嘉永7年7月27日））は、肥後国宇土郡轟村栗崎（現・熊本県宇土市栗崎）出身の元大相撲力士。第8代横綱。本名は近久 信次（ちかひさ しんじ）。
歴代横綱の中で、下位番付へ陥落したことのある唯一の力士である。

## 略歴
1801年に肥後国宇土郡で生まれる。幼い頃から郷里で平穏な生活を送っていたが、ある日巻き込まれた傷害事件によって妻子を残したまま大坂・堺へ出ることとなり、1822年に大坂相撲へ加入、大関まで昇進した。その後、1830年に江戸相撲・浦風門下へ加入し、江戸相撲で再スタートを切る。江戸相撲では黒雲 龍之介・濃錦里 諾右衛門と改名し、1837年春場所で新入幕を果たす。その後も順調に番付を上げていき、1839年3月場所に大関へ昇進、肥後藩の抱え力士となると同時に「不知火 諾右衛門」と改名した。なお、下の名の読み方には諸説ある。
この頃（江戸時代後期）の相撲界は、徳川幕府の幕藩体制の瓦解が目に見えてきたことと、谷風梶之助・小野川喜三郎と並ぶほどの大力士・名力士が長く登場して来なかったことから人気・活発共に乏しいものだった。1839年10月場所が全休、しかも既に40歳間近だったにもかかわらず、1840年11月に横綱免許を授与されたのは、こうした事情が関係していたものとみられる。しかし、1841年の正月に発表された番付には不知火の名前がどこにも記載されておらず、同年11月場所では三役格に張り出されるも当場所を全休している。江戸相撲と不知火の間に何らかの対立があったのではないかと云われているが、はっきりとした理由は不明である。1842年2月場所では関脇に降格したがこの場所で6勝を挙げ、翌場所は大関に復帰した。
1844年1月場所を最後に現役を引退し、古巣・大坂相撲へ戻って年寄・湊を襲名し、大坂相撲の頭取を務めた。1854年8月20日（嘉永7年7月27日）に死去、53歳没。

## 「不知火型」の土俵入り
現在行われている横綱土俵入りの型の一つである「不知火型」の名は、この不知火ではなく、弟子である第11代横綱・不知火光右衛門から取っている。ただし、出身地である現在の宇土市では諾右衛門が不知火型の創始者であるとして紹介している。
綱を締めて両腕を広げた姿の錦絵が現存しており、これが両腕を広げてせり上がる「不知火型の土俵入り」の根拠であると主張する声（彦山光三）が存在するが、この錦絵は常陸山谷右エ門の「柏手の直後に両腕を広げる土俵入り」が吉田司家によって認められる根拠になったとも伝わっており、大砲万右エ門が行っていた「せり上がった後で両腕を広げる型」の可能性も考えられる。
さらに、錦絵用として特別に用いた構えと考えることも可能である（現在の横綱でも銅像や優勝額において、実際に綱姿で行なうことの無い構えを用いることがある）ため、どれが正しい型なのかは不明である。江戸時代の横綱であるため、綱の締め方は現在の雲龍型とも不知火型とも異なる「片輪結び」である。

## 主な成績
- 通算幕内成績：48勝15敗3分2預1無65休（江戸相撲）
- 優勝相当成績：1回（江戸相撲）

### 場所別成績
江戸相撲の本場所のみを示す。
| 1830年 | x                        | 西幕下28枚目 7–1–2    |
| 1831年 | 西幕下19枚目 9–0–1       | 西幕下14枚目 5–2 1預  |
| 1832年 | x                        | 西幕下10枚目 7–2–1    |
| 1833年 | 西幕下8枚目 7–1–2        | 番付非掲載 不出場     |
| 1834年 | 番付非掲載 不出場        | 番付非掲載 不出場     |
| 1835年 | 西幕下6枚目 5–1–3 1分    | 西幕下4枚目 6–3–1     |
| 1836年 | 西幕下3枚目 1–4–1        | 西幕下筆頭 7–0–2 1分  |
| 1837年 | 西前頭4枚目 3–0–7        | 西前頭3枚目 5–1–3 1無 |
| 1838年 | 西前頭筆頭 2–1–3         | 西前頭筆頭 7–1–2      |
| 1839年 | 西大関 2–4–4             | 西関脇 6–1–3          |
| 1840年 | 西大関 8–0–2             | 西大関 0–0–10         |
| 1841年 | 番付非掲載 不出場        | 西張出大関 0–0–8      |
| 1842年 | 西関脇 6–1–2 1預         | 西大関 4–1–5          |
| 1843年 | 西大関 0–0–10            | 西大関 2–4–4          |
| 1844年 | 西大関 引退 3–1–0 3分1預 | x                     |
| 各欄の数字は、「勝ち-負け-休場」を示す。 優勝 引退 休場 十両 幕下 三賞：敢=敢闘賞、殊=殊勲賞、技=技能賞 その他：★=金星 番付階級：幕内 - 十両 - 幕下 - 三段目 - 序二段 - 序ノ口 幕内序列：横綱 - 大関 - 関脇 - 小結 - 前頭（「#数字」は各位内の序列） |                          |                       |